# Satawal
Satawal è un atollo corallino delle Isole Caroline. Amministrativamente è una municipalità del distretto delle isole esterne di Yap, di Yap, uno degli Stati Federati di Micronesia. L'isola, con una superficie di 1,3 km², è ricoperta da palme da cocco e, l'assenza di approdi marittimi ne ha conservato notevolmente la natura. La popolazione, di 563 abitanti (Census 2008), parla il satawalese, una lingua del ceppo micronesiano, abita in capanne e si sostenta con la pesca e la coltivazione di Artocarpus altilis.